# Синдром изменённой реактивности
Синдро́м изменённой реакти́вности — термин, введённый А. А. Портновым и  используемый его учениками. Описывается как свойственный людям, употребляющим наркотики, комплекс взаимосвязанных и взаимно обусловливающих друг друга симптомов, связанный с формированием заболевания, и включающий изменение регулярности потребления наркотика, исчезновение защитных реакций при передозировке, изменение толерантности и изменение формы опьянения.

## Изменение формы потребления
Изменение формы потребления — переход от эпизодического к регулярному приёму наркотика.  С течением времени развивается привыкание к наркотику и систематический его приём уже вынужденный, так как обеспечивается формированием синдромов психической и физической зависимостей, абстинентным синдромом. При некоторых формах наркоманий (алкоголизм, злоупотребление стимуляторами) форма потребления наркотика приобретает циклический характер. Условием изменения формы потребления наркотика является исчезновение защитных реакций и изменившаяся толерантность к наркотику.

## Исчезновение защитных реакций
Исчезновение защитных реакций — показатель перехода организма на новый уровень функционирования, когда прежние дозы наркотика уже нетоксичны, не требуют защиты. Наиболее яркий пример данного симптома — исчезновение рвотного рефлекса при чрезмерном опьянении у алкоголиков (либо начинающих курильщиков). Для других форм наркоманий защитными механизмами, сигналами, предупреждающими о состоянии неблагополучия, вероятно, служат кожный зуд, потливость, икота, слюнотечение, резь в глазах, чувство дурноты, тошнота, рвота, головокружение. Эти симптомы, наблюдающиеся на раннем этапе формирования болезни, затем уже не возникают даже при глубокой смертельной интоксикации.

## Изменение формы опьянения
После того, как сформировался систематический приём наркотика, исчезли защитные реакции, установилась высокая толерантность. Физиологическое действие наркотика, имевшее место на ранних этапах развития заболевания, при всех формах наркомании с течением времени трансформируется: при приёме транквилизаторов, снотворных, опиатов исчезает их седативный эффект, алкоголь перестает вызывать благодушный эффект, моторную заторможенность, кодеин не подавляет кашлевой центр, стимуляторы не вызывают тахикардии и т. д.. Достижение прежней интенсивности вызываемой наркотиком эйфории вначале возможно за счет постоянного увеличения вводимой дозы, но на определённом этапе заболевания максимальная доза не даёт прежней силы ощущений, а её превышение ведёт к передозировке. С возрастанием толерантности наркотик лишь нормализует состояние организма (тонизирующий эффект).